# Des-
| Beispiel für die Verwendung der Vorsilbe „Des-“                              |
| Desoxybenzoin (oben) enthält eine Hydroxygruppe weniger als Benzoin (unten). |
| Zum Vergleich die Strukturformel von Benzoin.                                |

In der chemischen Nomenklatur wird die Vorsilbe (Präfix) Des-, auch De-, benutzt, um anzugeben, dass einem Stoff gegenüber einem anderen Stoff (Stammverbindung) etwas fehlt. Hinter Des- oder De- wird angegeben was fehlt, dann folgt die Bezeichnung (= Name) der Stammverbindung.
Richard Willstätter benutzte diese Schreibweise auch bei der Ringöffnung einer Base bei unveränderter Summenformel.

## Dehydro-
Wenn gegenüber der Stammverbindung an zwei benachbarten sp3-hybridisierten Kohlenstoffatomen je ein Wasserstoffatom „fehlt“ und die beiden Kohlenstoffatomen (jetzt sp2-hybridisiert) nun durch eine C=C-Doppelbindung verbunden sind, wird das Sustraktionspräfix „Dehydro-“ benutzt. Wenn aus zwei Hydroxygruppen gegenüber der Stammverbindung zwei Carbonylgruppen werden, benutzt man ebenfalls die Vorsilbe Dehydro-. So wird z. B. aus Ascorbinsäure (= Stammverbindung) die Dehydroascorbinsäure. Analog wird aus Cholsäure die Dehydrocholsäure, eine physiologisch wichtige Gallensäure.

## Desmethyl-
„Desmethyl-“ bedeutet, dass gegenüber einer Stammverbindung eine Methylgruppe „fehlt“ und diese durch ein Wasserstoffatom ersetzt wurde. Bei den Des-Carotinoiden  fehlen alle Methylgruppen.

## Desmethoxy-
„Desmethoxy-“ bedeutet, dass gegenüber einer Stammverbindung eine Methoxygruppe fehlt und durch ein Wasserstoffatom ersetzt wurde.

## Desoxy-
Desoxyzucker sind Kohlenhydrate, bei denen eine Hydroxygruppe durch ein Wasserstoffatom ersetzt wurde. Von besonderer Bedeutung ist die Desoxyribose (2-Desoxy-D-ribose) als wichtiger Bestandteil der Desoxyribonukleinsäuren (DNS). Analog ist im Desoxybenzoin die  Hydroxygruppe des Benzoins durch ein Wasserstoffatom ersetzt.